# Збройні сили Південного Судану
Збройні Сили Південного Судану — військова організація Південного Судану, призначена для захисту свободи, незалежності і територіальної цілісності держави. Складаються з сухопутних військ і повітряних сил.

## Загальні відомості
Збройні сили Південного Судану створюються відповідно до 1 глави частини південносуданської конституції. В даний час вони складаються, перш за все, з Народної армії визволення Судану (НАВС), що була раніше озброєним крилом Народного визвольного руху Судану і знаходиться в процесі становлення в регулярну армію.
Цілі Збройних сил Південного Судану описані в конституції Південного Судану:
- Підтримка конституції країни;
- Захист суверенітету країни;
- Захист населення Південного Судану;
- Захист територіальної цілісності Південного Судану;
- Захист Південного Судану від зовнішніх загроз і агресії, а також участі у вирішенні будь-яких надзвичайних ситуацій, участь у відновлювальних роботах і наданні допомоги в боротьбі зі стихійними лихом, наданні допомоги відповідно до цієї Конституції та закону.

## Види збройних сил

### Сухопутні війська
Ядро збройних сил Південного Судану утворює Народна армія визволення Судану зі штатом 40 150 чоловік.

### Повітряні сили
Військово-повітряні сили були офіційно створені 24 червня 2008 року Законодавчою асамблеєю Південного Судану, хоча в цей час у нього не було ні літаків, ні вертольотів. ВПС США оголосили в липні 2009 року, що Судан візьме участь в їх партнерській програмі з навчання персоналу.
У травні 2010 року генерал-майор Народної армії звільнення Судану Куол Дим Куол заявив, що НАВС сформував ядро майбутніх ВПС і ВМФ. Льотчики та інженери якого пройшли навчання. 12 серпня 2010 року ВПС Південного Судану отримали 4 вертольоти Мі-17 із замовлених 10.